# Ibahernando
Ibahernando település Spanyolországban, Cáceres tartományban. Ibahernando Robledillo de Trujillo, Santa Ana, Trujillo, Santa Cruz de la Sierra, Puerto de Santa Cruz és Villamesías községekkel határos. Lakosainak száma 545 fő (2024).

## Népesség
A település népessége az elmúlt években az alábbi módon változott:
| Lakosok száma | 698  | 608  | 568  | 488  | 445  | 567  | 584  | 544  | 540  | 545  |
|               | 2001 | 2004 | 2006 | 2009 | 2011 | 2014 | 2016 | 2019 | 2021 | 2024 |